# Liste der Bodendenkmäler in Dinkelscherben
Auf dieser Seite sind die Bodendenkmäler in dem schwäbischen Markt Dinkelscherben zusammengestellt. Diese Tabelle ist eine Teilliste der Liste der Bodendenkmäler in Bayern. Grundlage ist die Bayerische Denkmalliste, die auf Basis des Bayerischen Denkmalschutzgesetzes vom 1. Oktober 1973 erstmals erstellt wurde und seither durch das Bayerische Landesamt für Denkmalpflege geführt wird. Die folgenden Angaben ersetzen nicht die rechtsverbindliche Auskunft der Denkmalschutzbehörde.

## Bodendenkmäler in Dinkelscherben
| Lage       | Objekt | Akten-Nr.     | Bild |
| ---------- | --- | ------------- | ---- |
| (Standort) | Burgstall des Mittelalters.                                                                                | D-7-7629-0008 |      |
| (Standort) | Siedlung des Jungneolithikums, Befestigung der Spätlatènezeit, Burgstall und Kapelle                       | D-7-7629-0016 |      |
| (Standort) | Körpergräber und Richtstätte der frühen Neuzeit.                                                           | D-7-7629-0018 |      |
| (Standort) | Grabhügel vorgeschichtlicher Zeitstellung.                                                                 | D-7-7629-0020 |      |
| (Standort) | Grabhügel vorgeschichtlicher Zeitstellung.                                                                 | D-7-7629-0021 |      |
| (Standort) | Burgstall des Mittelalters.                                                                                | D-7-7629-0022 |      |
| (Standort) | Befestigung vor- und frühgeschichtlicher oder mittelalterlicher Zeitstellung.                              | D-7-7629-0023 |      |
| (Standort) | Straßentrasse vor- und frühgeschichtlicher Zeitstellung.                                                   | D-7-7629-0024 |      |
| (Standort) | Grabhügel vorgeschichtlicher Zeitstellung.                                                                 | D-7-7629-0025 |      |
| (Standort) | Befestigung mittelalterlicher oder frühneuzeitlicher Zeitstellung.                                         | D-7-7629-0029 |      |
| (Standort) | Abschnittsbefestigung vor- und frühgeschichtlicher Zeitstellung.                                           | D-7-7629-0044 |      |
| (Standort) | Mittelalterliche und frühneuzeitliche Befunde im Bereich der Kath. Pfarrkirche                             | D-7-7629-0055 |      |
| (Standort) | Siedlung der römischen Kaiserzeit.                                                                         | D-7-7629-0063 |      |
| (Standort) | Mittelalterliche und frühneuzeitliche Befunde im Bereich der Kath. Pfarrkirche St. Felizitas               | D-7-7629-0075 |      |
| (Standort) | Mittelalterliche und frühneuzeitliche Befunde im Bereich der Kath. Pfarrkirche                             | D-7-7629-0076 |      |
| (Standort) | Frühneuzeitliche Befunde im Bereich der Kath. Pfarrkirche St. Anna in Dinkelscherben.                      | D-7-7629-0078 |      |
| (Standort) | Mittelalterliche und frühneuzeitliche Befunde im Bereich der Kath. Pfarrkirche St. Nikolaus                | D-7-7629-0081 |      |
| (Standort) | Mittelalterliche und frühneuzeitliche Befunde im Bereich der Kath. Pfarrkirche St. Ulrich                  | D-7-7629-0084 |      |
| (Standort) | Mittelalterliche und frühneuzeitliche Befunde im Bereich der Kath. Pfarrkirche St. Peter                   | D-7-7629-0085 |      |
| (Standort) | Mittelalterliche und frühneuzeitliche Befunde im Bereich der Kath. Pfarrkirche Mariae Himmelfahrt in Ried. | D-7-7629-0087 |      |
| (Standort) | Mittelalterliche und frühneuzeitliche Befunde im Bereich der Kath. Pfarrkirche St. Stephan                 | D-7-7629-0089 |      |
| (Standort) | Frühneuzeitliche Befunde im Bereich der Kath. Kapelle Unsere Liebe Frau in Siefenwang.                     | D-7-7629-0092 |      |
| (Standort) | Burgstall des Mittelalters.                                                                                | D-7-7729-0006 |      |
| (Standort) | Schürfgruben vor- und frühgeschichtlicher oder mittelalterlicher Zeitstellung.                             | D-7-7729-0007 |      |
| (Standort) | Schürfgruben und Abraumhalden vor- und frühgeschichtlicher oder mittelalterlicher Bergbaue                 | D-7-7729-0008 |      |